# Roderick Chisholm
Roderick Milton Chisholm (* 27. November 1916 in North Attleborough, Massachusetts; † 19. Januar 1999 in Providence, Rhode Island) war ein amerikanischer Philosoph, der sich vor allem mit der Epistemologie, Metaphysik, der Philosophie der Wahrnehmung, dem Materialismus und der Ontologie befasste.

## Leben

### Studium
Chisholm studierte Philosophie an der Brown University von 1934 bis 1938. Nach dem Diplom wechselte er an die Harvard-Universität, wo er sein Doktorstudium der Philosophie (Ph. D.) mit einer Dissertation unter dem Titel „Die grundlegenden Thesen der Erkenntnistheorie“ (Mentoren waren C. I. Lewis und Donald C. Williams) im Jahre 1942 abgeschlossen hat.
Zu dieser Zeit studierten und lehrten in Harvard auch viele Flüchtlinge, darunter Professoren, die vor dem Naziregime geflohen waren. Es gab eine lebhafte Debatte zwischen Vertretern des „neuen Realismus“ und jenen des „kritischen Realismus“ in der damaligen amerikanischen Philosophie. Bald trat jedoch die Frage in den Vordergrund, ob die USA sich in den Krieg einmischen sollten.
Prägend war für Chisholm die Philosophie Franz Brentanos, die er innerhalb eines Kurses zur Psychologie entdeckte. Dadurch entschloss sich Chisholm, auch Psychologie zu studieren.

### Universitätslaufbahn
Gleich nach der Promotion wurde Chisholm in die Armee einberufen. Er absolvierte ein Infanterietraining in Alabama, wurde jedoch schnell verletzt und bekam so einen Posten in der Abteilung für psychologische Tests in Boston. Nach 2 Jahren wurde er an die Offiziersschule in Texas versetzt, wo er sich dem Studium der klinischen Psychologie widmete. Im Anschluss arbeitete er in einigen Militärkrankenhäusern und kehrte wenig später nach Neuengland zurück.
Dr. Albert C. Barnes, ein reicher Erfinder, engagierte ihn als Vortragenden in seiner Barnes Foundation, die mit der University of Pennsylvania verbunden war. Hier wurde Chisholm „Barnes Foundation Professor der Philosophie“, noch bevor er wirklich eine richtige Vorlesung hielt. Wegen der dabei gemachten Fehler kündigte ihm Dr. Barnes im Jahre 1946. Die Universität verlängerte zwar den Vertrag mit Chisholm, doch der wechselte als Professor an die Brown University.
Obwohl er fast sein ganzes Leben lang an der Brown University in Providence lehrte, findet man bei Roderick Chisholm auch eine lange Liste der akademischen Einrichtungen, an denen er zusätzlich gewirkt hat, insbesondere Universität von Massachusetts, Universität London (1956), Universität Graz (überwiegend in den 1960er Jahren), Oxford University (1967), Universität Salzburg (1972), Universität Heidelberg (1978), Universität Würzburg, Königliches Philosophieinstitut in London (1979), Internationale Akademie für Philosophie in Liechtenstein, Gesellschaft für österreichisch-deutsche Philosophie. An der Universität Graz wurde er ab dem 7. Dezember 1974 als Honorarprofessor geführt.
Auch die Liste der Auszeichnungen ist bemerkenswert, unter anderem erhielt er drei Ehrendoktortitel: von der Universität Graz, der Internationalen Akademie für Philosophie und der Brown-Universität. 1958 wurde Chisholm in die American Academy of Arts and Sciences gewählt.
Bei Chisholm promovierten unter anderem: Keith Lehrer, R. C. Sleigh, Ernest Sosa, Fred Feldman, Dean Zimmerman und Dale Jacquette.
Unter seinen Forschungsprojekten ist die Beteiligung an der Aufarbeitung und Herausgabe des Nachlasses von Franz Brentano hervorzuheben. Dieses Projekt wurde von John Brentano, dem Sohn Franz Brentanos, initiiert und finanziell unterstützt. Dafür stellte Brentano auch die Bibliothek seines Vaters zur Verfügung.

## Positionen
Roderick Chisholm verteidigte unter anderem die Möglichkeit eines empirischen Wissens innerhalb empirischer Prinzipien, mit dem Resultat, dass es in den meisten Situationen rationaler ist, seinen Sinnen und seinem Gedächtnis zu trauen als umgekehrt.
Er war auch als Spezialist auf dem Gebiet der Geschichte der Philosophie bekannt und machte viele Referenzen auf die Philosophie der Antike, des Mittelalters und der Moderne. Seine Forschungsschwerpunkte waren unter anderem die philosophischen Konzepte von Aristoteles, Franz Brentano, Alexius Meinong, Ludwig Wittgenstein, Thomas von Aquin und Gottfried Wilhelm Leibniz.

### Metaphysik
Was wir als Alltagsgegenstände wahrnehmen, verliert und gewinnt immer wieder Teile. Moleküle wurden von der Zeit weg gerissen. Das Gleiche gilt für Körper. Sie gewinnen und verlieren fortlaufend Teile. Doch Personen, was immer sie schon sind, überleben die Veränderungen des Körpers. Somit kam Chisholm zu dem Schluss, dass menschliche Personen nicht identisch mit ihren Körpern sind und auch mit keinem Teil des Körpers, der die Veränderungen umgeht. Irgendwann in seiner Karriere meinte er, dass menschliche Personen kleine Substanzen seien, innerhalb des Gehirns. Diese haben damit keine Teilchen und können deswegen auch keine verlieren oder gewinnen.

### Epistemologie
Die Erkenntnistheorie setzt sich nach Chisholm aus 4 Sokratischen Fragen zusammen:
1.) Was kann ich wissen?
2.) Wie kann ich Wichtiges vom Unwichtigen trennen?
3.) Wie kann ich wissen, was wahr ist?
4.) Wie kann ich wahre Aussagen konstruieren?
Um den Prozess der Erkenntnis verstehen zu können, ist es notwendig verschiedene Stufen zu unterscheiden:
D1: es ist wahrscheinlich, dass etwas gilt. Zu glauben ist vernünftiger als nicht zu glauben.
D2: Glauben ist akzeptabel. Nicht zu glauben ist nicht vernünftiger als zu glauben.
D3: Es ist unbestritten, dass etwas gilt. Zu glauben ist vernünftiger als nicht zu glauben.
D4: Es ist offensichtlich, dass etwas gilt. Dies impliziert erstens, dass es unbestritten ist und zweitens, dass es keinen Glauben daran gibt, dass nicht zu glauben vernünftiger wäre als daran zu glauben.
D5: Es ist sicher, dass etwas gilt. Die Daten sind offensichtlich und es gibt keinen Beweis dafür, dass einem solchen Beweis zu vertrauen vernünftiger wäre als an die ursprünglichen Daten zu glauben.
D2 impliziert D1, D3 impliziert D2 und D1 usw.
Es ist grundsätzlich wichtig, dass man versteht, dass „offensichtlich sein“ nicht automatisch „wahr sein“ bedeutet – dem entspricht eher „sicher/unbestritten sein“.
Beispiel:
Wir denken uns einen Mitarbeiter in einem Büro aus, der 5 Tage pro Woche dort arbeitet.
- Wenn er heute da ist, dann ist es für ihn wahrscheinlich, dass man in allen Büros, in denen gestern gearbeitet wurde, auch heute arbeitet.
- Es wäre akzeptabel anzunehmen, dass in einigen anderen Büros heute auch gearbeitet wird.
- Ein Klang der Arbeit scheint aus einem Büro über oder unter seinem Büro zu kommen. Das macht für unseren Beobachter die Tatsache, dass man in diesem Büro arbeitet, unbestritten.
- Für ihn ist offensichtlich, dass man heute in seinem Büro arbeitet und
- er wird sicher sein, dass sein Büro heute offen hat.

Wenn wir wüssten, was genau unsere Person über sein Geschäftsgebäude wirklich weiß, dann wären diese Daten für uns praktisch signifikant.
Es gibt drei verschiedene Stufen in diesem Sokratischen Prozess:
1.) „methodologischer Zweifel“ (wir sollten unsere Urteile einklammern)
2.) „Suchen einer Grundlage“ („Erscheinungen“ – Objekte, die wir mit unseren Sinnen wahrnehmen)
3.) „der Weg zurück“ (wir suchen uns aus, was wir glauben wollen)
Als rationale Lebewesen wissen wir, dass einige Behauptungen andere implizieren und auch, dass einige von denen andere negieren. Weiters können einige manche anderen bestätigen oder umgekehrt.
Wenn wir also auf zwei sich gegenseitig negierende Aussagen stoßen, werden wir uns folglich von mindestens einer davon verabschieden. Mit diesem Prozess des Filterns suchen wir die Daten aus, die akzeptabel sind. So bekommen wir allmählich die Daten, die zweifellos richtig sind.
Wenn wir jemals wissen können, was wir wissen, dann können wir Wissen über das haben, woran wir berechtigt glauben. So ein Wissen ist objektiv. Die Aussagen können entweder richtig oder falsch sein. Unter welchen Bedingungen können wir aber überhaupt meinen, dass wir wissen, was wahr ist?
Wir können mindestens das behaupten: wenn eine Aussage damit rechtfertigt ist, dass sie gewiss stimmt, dann, wenn man reflektiert wie dieser Glauben formiert wird und wenn man sich nach der Richtigkeit der Aussage fragt, dann wird man wissen, ob es wirklich wahr ist.
Privilegierter Zugang
Wir haben einen privilegierten Zugang auf einige der Prozesse unseres Verstands.
Diese Doktrin hat zwei Seiten:
- Zugang: gegenüber dem Inhalt unseres Denkens – entweder intellektuell (z. B. Glauben) oder emotional (lieben, hassen) oder sinnlich (Sinneswahrnehmung).
- Privileg: die Teile unseres Denkens präsentieren sich uns, den Besitzern, direkt.

Beispiel:
Man denkt darüber nach spazieren zu gehen. Wenn man darüber nachdenkt, dann weiß man sofort, dass man darüber nachdenkt. Man braucht nicht nach weiteren Beweisen zu suchen, um sich zu vergewissern. Wenn man „nachdenken“ wie üblich verwendet, dann könnten wir meinen, dass „darüber nachdenken spazieren zu gehen“ adäquate Beweise für glauben daran, dass jemand übers spazieren nachdenkt, impliziert.
Wir haben auch einen privilegierten Zugang zu bestimmten Daten über unsere Gefühle. Ich weiß nicht sofort, dass ein Blatt, das ich sehe, grün ist – aber ich weiß sofort, dass etwas grün erscheint.
„Wenn jemand rauskriegen will, ob ich depressiv bin, dann muss er/sie viel mehr über mich wissen als es für mich nötig ist zu wissen, um zu dem Schluss zu kommen, dass ich depressiv bin.“
Auch das Unbewusste wird benötigt, um Gedanken verstehen zu können; deswegen brauchen wir viel Detailwissen über die Person. Mit der Recherche aller Daten über eine Person werden bewusste Gedanken und Sehnsüchte entdeckt, wie auch die potentiellen bewussten Zustände.
Wenn eine Einheit denken und fühlen kann, dann kann es nichts anderes sein als eine Substanz. Es kann z. B. keine Nummer sein. Eine Nummer kann nämlich nicht denken oder fühlen. Was ist also diese Sache, die unbewusste Sehnsüchte verspürt, wenn es nicht gleich das Subjekt bewusster Sehnsüchte ist?
Zwei mögliche Antworten:
- eine erste Möglichkeit wäre zu sagen, dass noch eine zweite Substanz in jedem von uns ist und sie ist unbewusst; diese zweite Substanz kann Sachen hassen, die die erste Substanz liebt und umgekehrt.
- man könnte aber auch sagen, dass für jeden von uns noch eine Quasisubstanz existiert, die der Substanz ähnelt (sie kann fühlen), die aber in keine bekannte Schublade passt.

Egal wie bedeutend die Psychoanalyse sein mag, sie ist epistemologisch und ontologisch einfach unzureichend.
Innerhalb der Kategorisierungen nehmen wir für unser Beispiel irgendeine bewusste Handlung; beurteilen, sich wundern, wollen oder hoffen.
Wir können wissen, was diese Begrifflichkeiten bedeuten. Als rationale Lebewesen können wir die Natur dieser Sachen erfassen. Wir können wissen, wie es ist, diese Sachen zu besitzen. Wir können einsehen, dass es sich um Sachen handelt, die nur individuelle Beispiele haben können. Und sie können abstrakten Objekten auch nicht angehören (wie z. B. Nummern oder Beziehungen).
Man kann hoffen, dass der Regen fällt, aber kein Prozess oder Nummer oder Beziehung kann darauf hoffen. Es existiert also eine individuelle Substanz, die diese Eigenschaften besitzt. Wir können daraus drei Phasen ausklammern:
- ich kann wissen, dass ich auf Regen hoffe
- als ein rationales Lebewesen kann ich nachvollziehen, was es heißt auf Regen zu hoffen
- ich finde heraus, dass die einzige Einheit, die die Eigenschaft besitzen kann auf Regen zu hoffen, etwas Individuelles oder eine Substanz ist

### Erscheinungen und die Realität
Wie soll man Erscheinungen identifizieren? Wenn wir wissen unter welchen Zuständen ein externes physisches Wesen wahrgenommen werden kann, dann kann man vorsehen welche Erscheinungen es annehmen wird.
Schon Aristoteles kritisierte, dass vor ihm Naturwissenschaftler meinten, dass es ohne eine Sicht kein Schwarz oder Weiß geben kann. In diesem Sinne könnte eine Frage auch so heißen: „Gibt ein fallender Baum einen Klang von sich auch, wenn keiner im Wald ist?“
Wenn wir sagen, dass die Objekte der visuellen Sinneswahrnehmung Oberflächen im Körper des Subjekts sind, dann ziehen wir daraus den Schluss, dass das Subjekt einen Körper braucht, wenn es etwas wahrnehmen will. Was man wahrnimmt ist so natürlich ein Teil des Körpers.
Die Objekte der visuellen Sinneswahrnehmung sind definitiv. Es gilt entweder, dass alle Objekte der Sinneswahrnehmung individuell sind oder dass einige davon individuell sind und andere ganz andere Eigenschaften aufweisen.
Unsere qualitative Erfahrung ist subjektiv, weil ihre Existenz von der Existenz des verstehenden Subjekts der Erfahrung abhängt.

## Veröffentlichungen (Auswahl)
- „Die Wahrnehmung: eine philosophische Studie“/"Perceiving" (Cornell University Press, 1957)
- „Erkenntnistheorie“ (DTV, 1979; Buchner, 2004)/"Theory of Knowledge" (Prentice Hall, 1966, 1977, 1988)
- „Die Person und das Objekt“/"Person and Object" (George Allen and Unwin, 1976)
- „Die erste Person“/"The first person" (Minnesota University Press, 1981)
- „Eine realistische Theorie der Kategorien“/"A Realistic Theory of Categories" (Cambridge University Press, 1996)